# Анаполье
Анаполье, также Аннополье (бел. Анаполле; Анаполе, Ганнаполле, Ганаполе) — деревня в Червенском районе Минской области. Входит в состав Колодежского сельсовета.

## Географическое положение
Находится примерно в 16 километрах к северо-востоку от райцентра и в 79 км от Минска, в 28 км от железнодорожной станции Гродзянка, на левом берегу реки Лещинка.

## История
В письменных источниках деревня упоминается с середины XIX века, в то время она принадлежала помещикам Шевичам. На 1858 год насчитывала 11 дворов и 69 жителей, относилась к имению Шевичей Ивановск и входила в состав Игуменского уезда Минской губернии. На 1870 год деревня относилась к Великопольской сельской громаде и Юровичскому православному приходу. Согласно переписи населения Российской империи 1897 года, входила в Юровичскую волость, здесь насчитывалось 25 дворов, проживали 209 человек. На начало XX века в деревне 34 двора и 183 жителя, функционировала церковно-приходская школа, где учились 11 мальчиков. На 1917 год деревня входила в Хуторскую волость, здесь был 41 двор и 228 жителей. После Октябрьской революции церковно-приходская школа была преобразована в рабочую школу первой ступени, на 1922 год здесь обучались 57 детей, при школе также была небольшая библиотека. С февраля по декабрь 1918 года деревня была оккупирована немецкими войсками, с августа 1919 по июль 1920 — польскими. С 20 августа 1924 года вошла в состав вновь образованного Хуторского сельсовета Червенского района (с 20 февраля 1938 — Минской области). Согласно Переписи населения СССР 1926 года в деревне было 38 дворов, проживали 183 человека. В 1929 году здесь был организован колхоз «Красное Анаполье». Во время Великой Отечественной войны деревня была оккупирована немцами в начале июля 1941 года. В окрестностях деревни действовала партизанская бригада «Красное Знамя». На фронтах погибли 20 жителей Анополья. Освобождена в начале июля 1944 года. На 1960 год население деревни составляло 135 жителей. В 1980-е входила в состав совхоза «Нива». По итогам переписи населения Белоруссии 1997 года в деревне было 23 дома, проживали 40 человек, функционировала животноводческая ферма. 30 октября 2009 года в связи с упразднением Хуторского сельсовета передана в Колодежский сельсовет. На 2013 год 8 круглогодично жилых домов, 11 постоянных жителей.

## Население
- 1858 — 11 дворов, 69 жителей
- 1897 — 25 дворов, 209 жителей
- начало XX века — 34 двора, 183 жителя
- 1917 — 41 двор, 228 жителей
- 1926 — 38 дворов, 183 жителя
- 1960 — 135 жителей
- 1997 — 23 двора, 40 жителей
- 2013 — 8 дворов, 11 жителей